# Black Country Living Museum
Il Black Country Living Museum (Museo vivente del Black Country) precedentemente Black Country Museum (Museo del Black Country) è un grande museo all'aperto che offre visite guidate. Si trova a Dudley, in Inghilterra, nello storico Black Country, un'ex area mineraria di carbone.

## Storia
Il museo, fondato nel 1975, mostra il periodo che va dalla seconda metà del XIX secolo ai primi anni '20. Ci sono circa 40 edifici storici su un sito di 10 ettari.
Gli edifici provengono solitamente dall'Inghilterra centrale. Sono stati rimossi pietra per pietra e ricostruiti nel museo. Un estratto dall'elenco degli edifici esposti:
- Scuola
- Pub
- Panetteria con negozio
- Casa residenziale
- Cappella
- Fucina
- Cinema muto
- Area fieristica
- Fonderia di ottone
- Laminatoio
- Cantiere navale
- Deposito tranviario
- Deposito autobus e filobus
- Miniera di carbone sotterranea

Le varie parti dell'ampia area museale sono collegate tra loro da filobus e tram storici. Tra le altre cose, gli ultimi filobus a due piani del mondo circolano nell'area del museo insieme al Sandtoft Trolleybus Museum. Le barche operano anche su un canale fluviale.
Gli attori impiegati ritraggono il tempo in modo autentico, indossano abiti storici e raccontano la vita quotidiana di quel tempo: la barista gestisce il pub dove gli ospiti del museo possono rilassarsi. Nella storica pescheria si possono acquistare i famosi fish and chips, un vigile è a piedi o in bici e tiene l'ordine. È anche possibile prendere parte a una lezione di scuola sulla storia.
Un'altra attrazione è il Narrowboat Canal con le storiche barche sul canale che trasportavano il carbone. Ciò include anche il "Dudley Tunnel", che può essere navigato su barche storiche se prenotato in anticipo.

## Nuovo motore a vapore
Nel 1712 Thomas Newcomen costruì il primo motore a vapore industriale per una miniera di carbone non lontano dall'odierno museo. Il museo ha l'unica replica funzionante 1:1 di questo ingegno.